# حديث صلاة عيسى خلف المهدي
يعتقد الشيعة الإثنا عشريون أن محمد بن الحسن المهدي هو متمم سلسلة الأئمة، وهو الإمام الثاني عشر والأخير.
و أنّه يظهر يوماً «ليملأ الأرض قسطًا وعدلًا بعدما ملئت ظلمًا وجورًا».
ومن العلامات الحتمية بعد ظهوره نزول عيسى المسيح إلى الأرض، ومبايعته وصلاته خلفه، فإذا رأى النصارى ذلك آمنوا بالإسلام، واعتنقوه ورفضوا المسيحية.
وقد أجمع المسلمون على أنّ عيسى بن مريم لم يصلب، بل رفعه الله اليه، وانّه سينزل آخر الزمان بناء على ما ينصه القرآن.

## الحدیث
ولعل حديث صلاة النبي عيسى خلف المهدي، ثبت طرقها وصحتها عند الشيعة وكذلك يرويها أهل السنة على حد سواء.
أحاديث الشيعة:

| حديث صلاة عيسى خلف المهدي | قال رسول الله ﷺ:«إذا خرج المهدي من ولدي نزل عيسى بن مريم فصلى خلفه»، وقال: «إن الإسلام بدأ غريباً وسيعود غريباً فطوبى للغرباء»، قيل : يا رسول الله ثم يكون ماذا؟ قال : «ثم يرجع الحق إلى أهله.» | حديث صلاة عيسى خلف المهدي |

- وقد نص على ذلك الشيخ الصدوق في كتابه، حيث قال : «أخبر رسول الله ﷺ بكون المهدي خاتم الائمة وإن عيسى   ينزل في وقت ظهوره فيصلي خلفه.»[4]
- وفي كتاب عيون المعجزات جاء :«وعن رسول الله ﷺ أنه أخبر الأمة بخروج المهدي خاتم الأئمة  الذي يملأ الأرض قسطا وعدلا  كما ملئت ظلما  وجورا  وأن عيسى  ينزل عليه في وقت خروجه وظهوره ويصلي خلفه، وهذا خبر قد اتفقت عليه الشيعة والعلماء وغير العلماء والسنة والخاصة والعامة لشهرة هذا الخبر.»[5]

أحاديث أهل السنة:
روي عن أبي هريرة  في  صحيح البخاري: 
| حديث صلاة عيسى خلف المهدي | قال رسول الله ﷺ: «كيف أنتم إذا نزل ابن مريم فيكم وإمامكم منكم.» | حديث صلاة عيسى خلف المهدي |

روي عن جابر بن عبد الله  في صحيح مسلم: 
| حديث صلاة عيسى خلف المهدي | سمعت رسول الله ﷺ يقول: «لا تزال طائفة من أمتي يقاتلون على الحق ظاهرين إلى يوم القيامة»، قال: «فينزل عيسى بن مريم فيقول أميرهم: تعال صل بنا فيقول: لا، أن بعضكم على بعض أمراء تكرمة الله لهذه الأمة.» | حديث صلاة عيسى خلف المهدي |

روي عن حذيفة بن اليمان  في معجم الطبراني: 
| حديث صلاة عيسى خلف المهدي | قال رسول الله ﷺ: «يلتفت المهدي وقد نزل عيسى بن مريم كأنما يقطر من شعره الماء فيقول المهدي: تقدّم صلّ بالناس فيقول عيسى: انّما اقيمت الصلاة لك، فيصلي خلف رجل من ولدي، فإذا صليت قام عيسى حتى جلس في المقام فيبايعه.» | حديث صلاة عيسى خلف المهدي |

- يقول الحافظ السيوطي في الحاوي للفتاوى: «هذا من أعجب العجب، فإنّ صلاة عيسى خلف المهدي ثابتة في عدّة أحاديث صحيحة بإخبار رسول اللّه، وهو الصادق المصدّق الذي لا يخلف خبره.»[9]

## التفسير
أجمع المسلمون على أنّ عيسى المسيح ينزل من السماء إلى الأرض في آخر الزمان، وبذلك نقل أكثر المفسرين ـ كالبغوي في تفسيره، وكذلك الزمخشري، والرازي، والقرطبي، والنسفي، والخازن، وتاج الدين الحنفي، وأبو حيان، وابن كثير، وأبو السعود، والهيثمي ـ في تفسير قوله تعالى:
﴿وَإِنْ مِنْ أَهْلِ الْكِتَابِ إِلَّا لَيُؤْمِنَنَّ بِهِ قَبْلَ مَوْتِهِ وَيَوْمَ الْقِيَامَةِ يَكُونُ عَلَيْهِمْ شَهِيدًا ۝١٥٩﴾

أنّ الآية الشريفة تشير إلى نزول عيسى بن مريم في آخر الزمان. وأنّ عيسى هو آية من آيات الساعة، وحين ينزل إلى الأرض يؤمن به أهل الكتاب من النصارى واليهود.
حسسب ما يقوله الشيخ علي الكوراني فی کتاب عصر الظهور، عند نزول المسيح تَعُمَّ العالم المسيحي مظاهرات عارمة و يعتبروا المسيحيون انّ ظهور نبيّهم هو نصرٌ لهم أمام المهدي عند المسلمين.فيظهر الله على يده المعجزات ويهتدي على يديه أعداد كبيرة.ثم يعقد اتفاقية الهدنة مع المهدي حتی لا يكون عداء بين دول الغربية والإسلامية.
وقد تكون صلاة عيسى خلف المهدي بعدما تنقض الدول الغربية معاهدة الهدنة و تحشد جيوشها لغزو المنطقة وحرب المهدي، عند ذلك يتخذ المسيح موقفه الصريح إلى جانب المسلمين ويدعوا قومه إلى مناصرة المهدي في حربه ضد الاستكبار العالمي وهذا ما سيسرع في سقوط كثير من دول العالم المسيحي بيد شعوبها التي ترفض المشاركة في أي حرب تكون ضد المهدي و المسيح.
ثم يدعوا المسيح قومه المسيحيين واليهود لترك المسيحية واليهودية والدخول في الإسلام فيصلي خلف الإمام المهدي كي يتبعوه في أفعاله وأقواله. وصلاته خلف المهدي هي دعوة لقومه للاقتداء به ودخولهم الإسلام. لأنّ الإسلام هو آخر الأديان ومن لا يسلم فهو من الخاسرين في الآخرة.
فيتمكن المسيح من نصرة المهدي في إرساء العدل وبسطه في ربوع العالم.ثم يهزم الغربيين في معركتهم، و يدخلوا إلى عواصمهم و يستقبلوهما أهلها بالهتاف والتكبير.

## انظر ایضاً
- محمد بن الحسن المهدي
- عيسى بن مريم
- حديث الاثني عشر خليفة
- قائم آل محمد